# Anser (astronomia)
Anser (Alfa Vulpeculae, α Vul, 6 Vulpeculae, HD 183439), è la stella più luminosa della costellazione della Volpetta. Oltre al nome ufficiale di Anser, possiede anche quelli tradizionali di Lucida o Lukida Anseris.
La costellazione della Volpetta fu definita nel tardo XVII secolo dall'astronomo polacco Johannes Hevelius. Era originariamente conosciuta come Vulpecula cum ansere: la volpetta e l'oca. L'oca, che era rappresentata tra le fauci della volpe, non compare più ufficialmente nel nome della costellazione, ma rimane nel nome di Anser.

## Caratteristiche

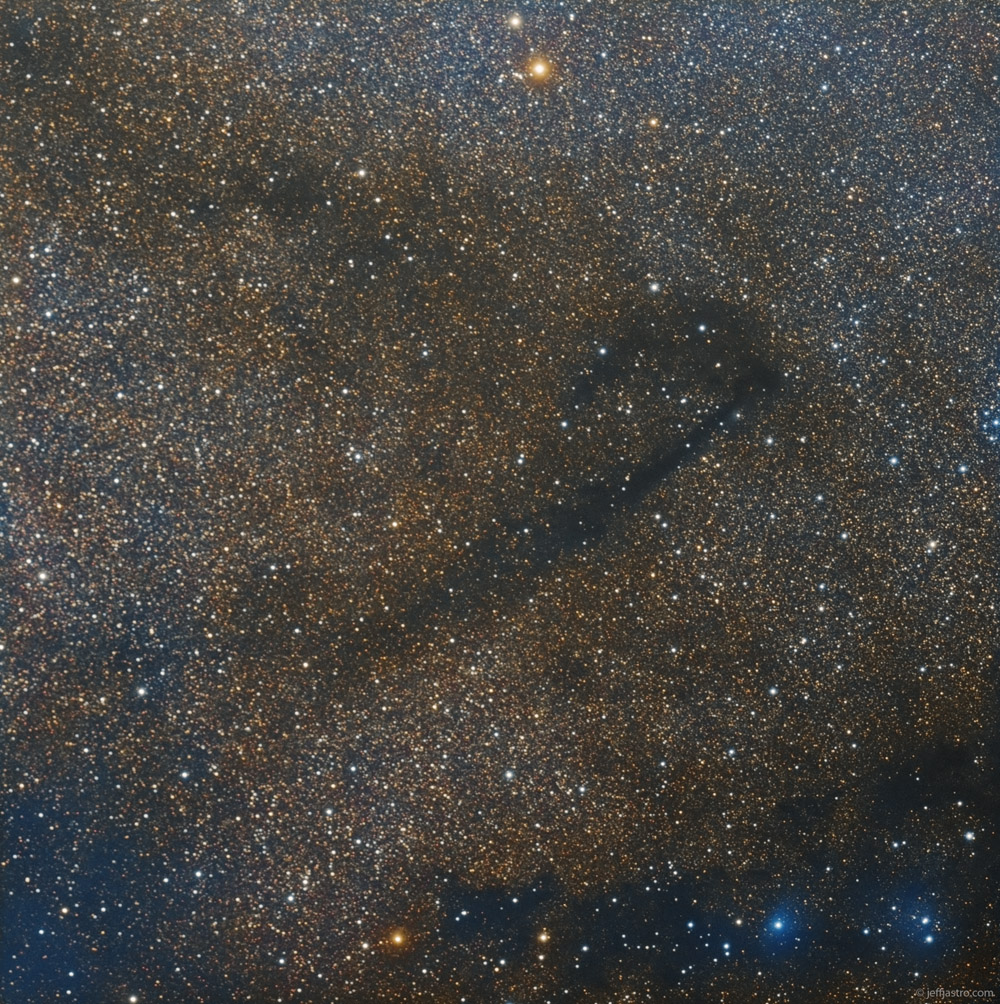
Anser è la stella più luminosa visibile (in prossimità del bordo superiore) in questa immagine centrata sulla nebulosa oscura LDN 778.

Anser si trova tre gradi a sud di Albireo (β Cygni) e viene classificata come gigante rossa; è una stella doppia spettroscopica di classe spettrale M0, con una magnitudine apparente di 4,4. Dista approssimativamente 297 anni luce dal sistema solare.
Ha una temperatura superficiale di 3850 K, un raggio 53 volte superiore a quello solare (valore ottenuto in base alla media del diametro angolare) e una luminosità pari a 390 {\displaystyle L_{\odot }}. L'elevato contenuto di azoto, quasi doppio rispetto al sole, suggerisce che i sottoprodotti derivanti dalla fusione dello strato di idrogeno attorno ad un nucleo inerte, stiano raggiungendo la superficie. La sua metallicità è invece bassa con un contenuto in ferro pari ai 2/3 di quello solare.
Forma con 8 Vulpeculae (magnitudine apparente 5,81, classe spettrale K0III) una doppia molto larga. Nella prima misurazione del sistema, effettuata da Friedrich Georg Wilhelm von Struve nel 1835, l'angolo di posizione era di 28°, con una separazione di 396,2"; nel 1924 la separazione era di 413,7".